# Bennington College
Pour les articles homonymes, voir Bennington.
Le Bennington College est une université privée d'arts libéraux située à Bennington, dans le Vermont. Fondée en 1932, elle est restée non-mixte jusqu'en 1969, date de l'ouverture de l'université aux étudiants de sexe masculin.
L'université a inspiré plusieurs auteurs lui étant liés, notamment Donna Tartt pour son roman Le Maître des illusions, ou encore Shirley Jackson pour son roman Hangsaman.

## Personnalités liées à l'université

### Professeurs
- Stanley Edgar Hyman, critique littéraire.

### Étudiants
- Joann Aalfs, activiste  américaine des droits des femmes et des droits LGBT
- Barbara Bloom, artiste
- Judith Butler, philosophe
- Peter Dinklage, acteur
- Andrea Dworkin, essayiste
- Bret Easton Ellis, écrivain
- Jane Hirshfield, poétesse
- Emelie De Jong, directrice de France Culture
- Ivy Pochoda, joueuse de squash et romancière
- Donna Tartt, romancière
- Katherine Ann White (1930-2013), photographe

## Galerie

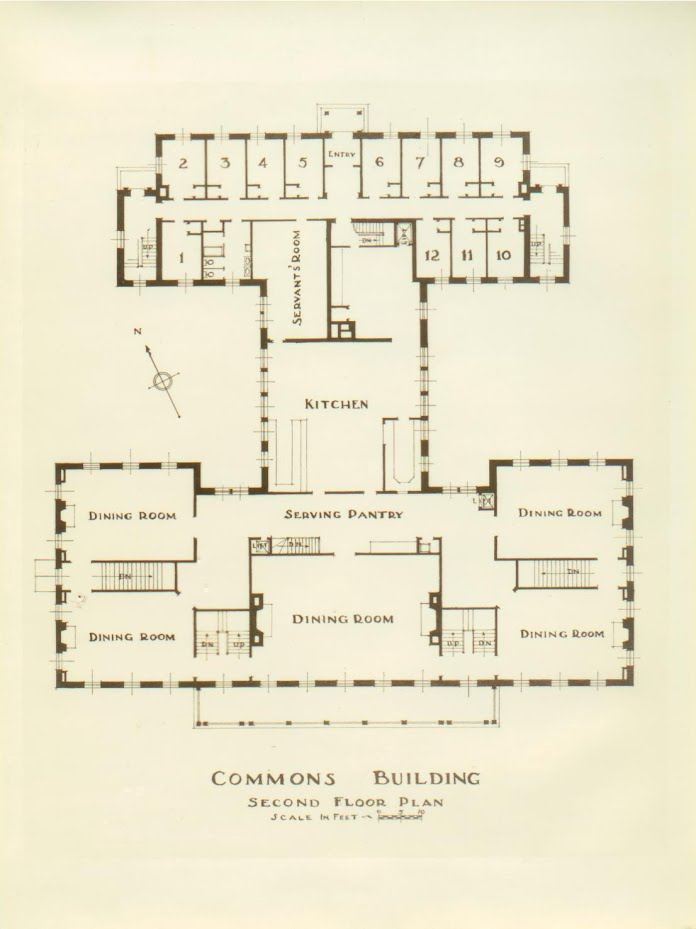
Plan du deuxième étage du réfectoire.
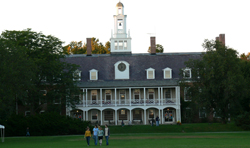
Photographie du réfectoire du Bennington College.
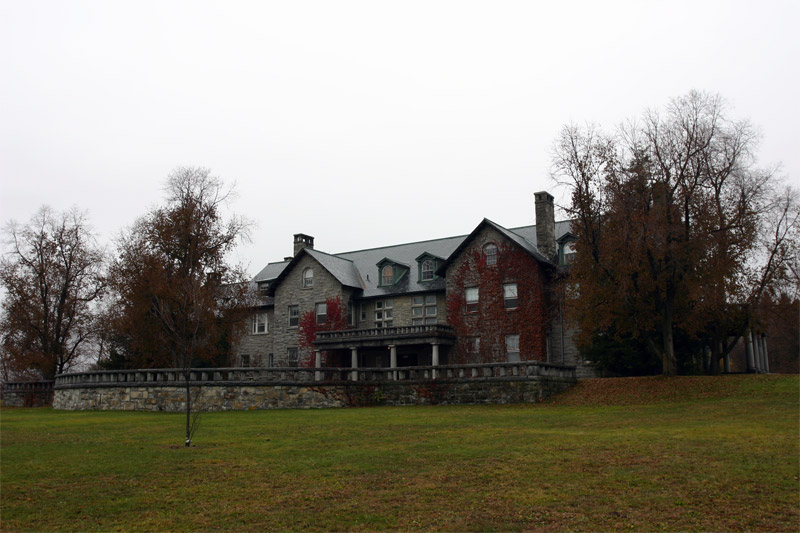
Photographie du Jennings Music Building.